# Liste chronologique de jeux vidéo de course
Liste chronologique de jeux vidéo de course.

## 1972
- Wipeout

## 1973
- Astro Race
- Space Race

## 1974
- Formula K
- Gran Trak 10
- Speed Race

## 1975
- Alley Rally
- Crash 'N Score
- Destruction Derby
- Heavy Traffic
- Hi-Way
- Indy 800
- Steeplechase

## 1976
- Datsun 280 Zzzap
- Death Race
- F-1
- Fonz
- Night Driver
- Nürburgring 1
- Speed Freak
- Sprint 2
- Stunt Cycle

## 1977
- Drag Race
- Indy 500
- Laguna Racer
- Speedway! / Spin-Out! / Crypto-Logic!
- Sprint 4
- Sprint 8
- Street Racer
- Videocart-9: Drag Strip

## 1978
- Fire Truck
- Race
- Sprint one

## 1979
- Armor Battle
- Auto Racing
- Ian's Speed Race
- Monaco GP
- Rolling Crash

## 1980
- Drag!
- Dragster
- Dodge 'Em
- Dot Racer
- Monte Carlo
- Police!
- Rally-X
- S-Racer

## 1981
- Car Wars
- Grand Champion
- PC-DOS (Jeux vidéo inclus)
- Racer!
- Turbo
- Triple Action

## 1982
- Baja Buggies
- Bump 'n' Jump
- Chequered Flag
- Grand Prix
- Hyper Chase
- Math Gran Prix
- Pole Position
- Racing Pak
- River Rescue: Racing Against Time

## 1983
- 3D Deathchase
- Bank Heist
- Chequered Flag
- Enduro
- Ed-On
- High Way Race
- John Anderson's Rally Speedway
- Joyful Road
- Lunar Rover Patrol
- Motocross
- Motocross
- Oscar's Trash Race
- Out of Control
- Party Mix
- Pitstop
- Pole Position II
- Road Racers
- Run Baby Run
- Spy Hunter
- Tranz Am
- Truckin’
- TX-1
- Wheelie

## 1984
- Bumping Buggies
- Buggy Challenge
- Computer Circus Maximus
- Demolition Derby
- Destructor
- Excitebike
- F-1 Race
- Formula 1 Simulator
- Hold-Up
- Jumping Cross
- Kickstart
- Mad Cars
- Mad Crasher
- Motocross Racer
- Overdrive
- Pitstop II
- Rally Driver
- Rally-X
- Revs
- Richard Petty's Talladega
- Road Fighter
- Stickybear Town Builder
- The Battle-Road
- The Dukes of Hazzard
- Up 'n Down
- World Grand Prix
- Xonox Double-Ender: Tomarc the Barbarian and Motocross Racer

## 1985
- 007 Car Chase
- 911 TS
- 911 Tiger Shark
- Action Biker
- American Truck
- Autoduel
- Buggy Boy
- Car Fighter
- City Connection
- Don't Buy This
- Elektraglide
- Hang-On
- Hyper Rally
- Kikstart
- Konami GT
- Mach Rider
- Parigi Dakar
- Paul McCartney's Give My Regards to Broad Street
- Racing Destruction Set
- Road Fighter
- Route-16 Turbo
- Scalextric
- The Great American Cross-Country Road Race
- The Last V8
- Zippy Race

## 1986
- Action Fighter
- Agent X
- Alleykat
- BMX Simulator
- Breakthru
- Championship Sprint
- Coaster Race
- Enduro Racer
- Fast Tracks: The Computer Slot Car Construction Kit
- Grand Prix 500 cc
- Hang-On and Astro Warrior
- Hang On and Safari Hunt
- Knight Rider
- Major Motion
- Miami Vice (jeu vidéo, 1986)
- Out Run
- Power Drive
- Sega Master System (Jeux vidéo inclus)
- Sky Runner
- Speedway
- Street Hawk
- Super Cross
- Super Cycle
- Super Sprint
- The Gold Collection
- The Gold Collection II
- The Last V8
- The Speed Rumbler
- Tommy's Jammer
- TT Racer
- Turbo Esprit
- Turbo GT
- WEC Le Mans 24

## 1987
- Alex Kidd BMX Trial
- APB: All Points Bulletin
- ATV Simulator
- Crazee Rider
- Crazy Cars
- Enduro Racer
- Famicom Grand Prix: F1 Race
- Final Lap
- Grand Prix Simulator
- Kikstart 2
- Life in the Fast Lane
- Quad
- Rad Racer
- Revs+
- RoadBlasters
- Speed King 2
- Superbike Challenge
- Super Hang-On
- Test Drive
- The Ford Simulator
- Tiger Road
- Top Fuel Eliminator
- Turbo GT
- Zillion 2:The Tri Formation

## 1988
- 3D Stock Car Championship
- 4x4 Off-Road Racing
- 4x4 Team
- 5th Gear
- African Raiders-01
- Atomic Driver
- Ball Race
- BMX Ninja
- Chase H.Q.
- Continental Circus
- Epyx Epics
- F-1 Spirit: 3D Special
- F40 Pursuit Simulator(Crazy Cars 2)
- Famicom Grand Prix II: 3D Hot Rally
- Family Circuit
- Ferrari Formula One
- Fire and Forget
- Fisher-Price: Firehouse Rescue
- Grand Prix Circuit
- Grand Prix Master
- Hard Drivin'
- Heavy Metal
- Karting Grand Prix
- Knight Rider
- Led Storm
- Lombard RAC Rally
- Marauder
- Michael Andretti's World GP
- Nigel Mansell's Grand Prix
- Night Racer
- Night Stocker
- Nyancle Racing
- Offroad
- Off Shore Warrior
- Out Run 3D
- Overlander
- Paris-Dakar
- Pocket Rockets
- Power Drift
- Powerdrome
- R.C. Pro-Am
- Race City
- RoadBlasters
- Rock'N Roller
- Skateboard Kidz
- Space Racer
- Sprintmaster
- Techno Cop
- Thrill Time Gold
- Turbo Cup
- Twin Turbo V8

## 1989
- 750cc Grand Prix
- APB: All Points Bulletin
- Al Unser Jr.'s Turbo Racing
- Badlands
- Batman: The Movie
- Battle Out Run
- Chase H.Q.
- Chicago 90
- Cobra Triangle
- Continental Circus
- Crazy Cars 2
- David Wolf: Secret Agent
- Deathtrack
- Egyptian Run
- F.1 Manager
- Four Trax
- Grand Prix Master
- Grand Prix Simulator 2
- Harley-Davidson: The Road to Sturgis
- Highway Patrol II
- Honda RVF
- Indianapolis 500: The Simulation
- Iron Trackers
- Ivan "Ironman" Stewart's Super Off Road
- Motocross
- Motocross Maniacs
- Moto Roader
- Out Run 3D
- Perico Delgado Maillot Amarillo
- Postman Pat
- Power Drift
- Pro Powerboat Simulator
- Race!
- Rally Cross Challenge
- R.C. Grand Prix
- RVF Honda
- Skidoo
- Special Criminal Investigation
- Speedboat Assassins
- Street Rod
- S.T.U.N. Runner
- Stunt Car Racer
- Super Bike TransAm
- Super Off Road
- Super Monaco GP
- Super Scramble Simulator
- Super Trux
- The Cycles: International Grand Prix Racing
- Test Drive II Scenery Disk: California Challenge
- Test Drive II Scenery Disk: European Challenge
- Test Drive II Car Disk: The Supercars
- The Duel: Test Drive II
- Thundercade
- Turbo Out Run
- Venus Senki
- Vette!
- Victory Run
- Winning Run

## 1990
- 1000cc Turbo
- African Trail Simulator
- Angel Nieto Pole 500
- Astro Fang: Super Machine
- Autorama
- Badlands
- Bigfoot
- Bill Elliott's NASCAR Challenge
- Bimini Run
- Burnin' Rubber
- Carlos Sainz
- Combo Racer
- Days of Thunder
- Death Race
- Drivin' Force
- F1 Circus
- F-1 Race
- Fatal Run
- Final Lap Twin
- Fire and Forget 2
- Ford Simulator II
- Formula One: Built to Win
- F-Zero
- Hard Drivin' II
- Hot Rod
- Hydra
- Jupiter's Masterdrive
- Kosmonaut
- Lotus Esprit Turbo Challenge
- Masterblazer
- Miami Chase
- MotorPsycho
- MotoRodeo
- Nitro
- Out Board
- Paris Dakar 1990
- Race Drivin'
- Rad Racer II
- Rally Bike
- Runaway
- Scum Haters
- Sito Pons 500cc Grand Prix
- Super Cars
- Super Monaco GP
- Stunts
- Stunt Driver
- Test Drive III: The Passion
- Test Drive III: The Passion - Road and Car Disk
- Toyota Celica GT Rally
- The Ultimate Stuntman
- Ultimate Ride, The

## 1991
- 1000 Miglia
- 16 Bit Hit Machine
- 500cc Motomanager
- Arcade Blockbusters
- Autocrash
- Bill Elliott's NASCAR Fast Tracks
- Champion Driver
- Championship Run
- Checkered Flag
- Cisco Heat: All American Police Car Race
- Danny Sullivan's Indy Heat
- Driver's Eyes
- Eliminator Boat Duel
- F-1
- Formula 1 3D: F.1 Manager II
- F1 Circus '91
- F1 Exhaust Note
- F-1 Spirit
- Fastest 1
- Final lap 2
- Formula 1 3D
- Formula One Grand Prix
- Galaxy 5000
- Grand Prix 500 2
- Hunter
- Lotus Turbo Challenge 2
- Mario Andretti's Racing Challenge
- Micro Machines
- Moonshine Racers
- Monster Truck Rally
- Nakajima Satoru Kanshū F-1 Grand Prix
- Neighbours
- Opera Super Sports
- Quad Challenge
- OutRun Europa
- Pack Powersports
- Racing Beat
- Racing Pack
- Radio Controlled Racer
- Rad Mobile
- Road and Car
- Road Rash
- Road Spirits
- Street Rod 2: The Next Generation
- Super Cars 2
- Super Grand Prix
- Super R.C. Pro-Am
- The Rocketeer
- Thrash Rally
- Tour 91
- Turbo Charge
- Touring Car Racer
- Viz: The Game
- Vroom
- Wacky Races
- Wheels of Fire

## 1992
- Air Land Sea
- Ayrton Senna's Super Monaco GP II
- Battle Grand Prix
- Batman Returns
- Big Run
- Car and Driver
- Carnage
- Championship Pro-Am
- Chase H.Q. II
- Crazy Cars III
- Cyber Spin
- Double Clutch
- Exhaust Heat
- F1 Hero MD
- F1 Pole Position
- F1ROC: Race of Champions
- Fastest Lap
- Ferrari Grand Prix Challenge
- Ford Simulator III
- Formula One Grand Prix
- Final Lap 3
- GP Rider
- Grand Prix Unlimited
- International Truck Racing
- Jaguar XJ220
- Jeep Jamboree: Off Road Adventure
- Lamborghini American Challenge
- Last Action Hero
- Lotus III: The Ultimate Challenge
- Metal Fangs
- Motor City Patrol
- Nakajima Satoru Kanshū F1 Super License
- Nigel Mansell's World Championship
- No Second Prize
- Outlander
- Out of Gas
- Out Runners
- PowerHits Sports
- Race America
- Race Drivin'
- R.C. Pro-Am II
- Redline: F1 Racer
- Red Zone
- Road Avenger
- RoboCop 3
- Road Rash II
- Road Riot 4WD
- RPM Racing
- Road Runner's Death Valley Rally
- Speed Racer in The Challenge of Racer X
- Stunt Kids
- Super Chase
- Super Mario Kart
- Top Gear
- TRON: Light Cycles
- Wacky Funsters! The Geekwad's Guide to Gaming
- Video Speedway
- Virtua Racing
- Wave Race

## 1993
- Battle Cars
- BattleWheels
- Batman Returns
- Buggy Run
- Burning Rubber
- Crash 'n Burn
- CyberRace
- Cycle Warz
- Dashin' Desperadoes
- Dodge 'Em
- Double Clutch
- European Racers
- F1
- F17 Challenge
- F1ROC II: Race of Champions
- Formula 1 Sensation
- Gekitotsu Dangan Jidousha Kessen: Battle Mobile
- GP-1
- IndyCar Racing
- Kawasaki Caribbean Challenge
- MagnaFlux Runner
- MegaRace
- Metal Fangs
- Night Striker
- Overdrive
- Out Run 2019
- Prime Mover
- QuarterPole
- Ridge Racer
- Rock N' Roll Racing
- Slicks 'n' Slide
- Skidmarks
- Skitchin'
- Skunny Kart
- SkyRoads
- Spectre VR
- Super Chase H.Q.
- Super Off Road: The Baja
- Suzuka 8 Hours
- Top Gear 2
- World Rally

## 1994
- Akira
- Al Unser Jr.'s Road to the Top
- Les Motards de l'espace (Biker Mice from Mars)
- Disney's Bonkers
- Bump 'N' Burn
- Cadillacs and Dinosaurs: The Second Cataclysm
- Checkered Flag
- Club Drive
- Cruis'n USA
- Combat Cars
- Cyclemania
- Daytona USA
- Deadly Racer
- Delta V (en)
- Dig-Dogs: Streetbusters
- ESPN Speed World
- Ford Simulator 5.0
- Formula One World Championship: Beyond the Limit
- Gale Racer
- GP-1 Part II
- IndyCar Circuits Expansion Pack
- Kawasaki Superbike Challenge
- Klik and Play
- Lotus Trilogy
- Mario Andretti Racing
- Michael Andretti's Indy Car Challenge
- Micro Machines 2
- Microprose Sports CD Edition
- Motocross Championship
- Motor Toon Grand Prix
- NASCAR Racing
- Network Q RAC Rally
- Newman Haas IndyCar featuring Nigel Mansell
- Off-World Interceptor Extreme
- OutRunners
- Popo Car
- Power Drive
- Quarantine
- Race Days
- Rally Championships
- Ridge Racer 2
- Roadkill
- Road Rash
- Skitchin'
- Sonic Drift
- Speed Racer in My Most Dangerous Adventures
- Street Racer
- Stunt Race FX
- SkyRoads Xmas Special
- The Need for Speed
- Top Gear 3000
- Turbo Speedway
- Virtua Racing Deluxe
- Vortex
- Uniracers
- Unirally
- USHRA Monster Truck Wars
- Wacky Wheels

## 1995
- Ace Driver: Victory Lap
- Al Unser Jr. Arcade Racing
- Atari Karts
- ATR: All Terrain Racing
- Autobahn Tokio
- Battlerace
- BC Racers
- Big Red Racing
- Cyberbykes: Shadow Racer VR
- Cyberspeed
- Cyber Speedway
- Destruction Derby
- Dirt Trax FX
- ESPN Extreme Games
- F1 World Championship Edition
- Full Throttle
- Grand Prix 2
- Hang-On GP
- Highway Hunter
- High Velocity: Mountain Racing Challenge
- Hi-Octane
- Kyle Petty's No Fear Racing
- Locus
- Manic Karts
- Micro Machines: Turbo Tournament 96
- NASCAR Track Pack
- PC Rally
- Power Drive Rally
- Quarantine II: Road Warrior
- Race Mania
- Race Track
- Rave Racer
- Road Hog!
- Road Rash 3 : Tour de force
- Ridge Racer Revolution
- Screamer
- Sega Rally Championship
- Slipstream
- Sonic Drift 2
- Speed Haste
- Super Burnout
- Supercross 3D
- Superkart
- Super Skidmarks
- TDM's Tractor Pull Nationals
- The Adventures of Batman and Robin
- Time Warner Interactive's V.R. Virtua Racing
- Tube
- Turbo Trax
- Twisted Metal
- Virtual Karts
- Virtual Karting
- Whiplash
- Wipeout
- XTreme Racing
- Zone Raiders

## 1996
- 2Xtreme
- Andretti Racing
- Big Red Racing
- Black Viper
- Burning Road
- CRASH
- Cruis'n USA
- Cruis'n World
- Dare Devil Derby 3D
- Daytona USA: Championship Circuit Edition
- Daytona USA Deluxe
- Death Rally
- Destruction Derby 2
- Die Hard Trilogy
- Fatal Racing
- Formula 1
- F-Zero 2: Grand Prix
- Grand Prix 2
- Grand Prix Manager 2
- GTI Club
- IndyCar Racing II
- Impact Racing
- International Moto X
- Jet Moto
- MegaRace 2
- Micro Machines: Military
- Monster Truck Madness
- Motor Toon Grand Prix
- NASCAR Racing 2
- Neo Drift Out: New Technology
- The Need for Speed: Special Edition
- Perfect Grand Prix
- Rage Racer
- Rally Championship
- Rallye Racing 97
- Rocket Jockey
- Saban's Power Rangers Zeo: Battle Racers
- San Francisco Rush: Extreme Racing
- Screamer 2
- Scorcher
- Scud Race
- Shellshock
- SpeedRage
- Speedway
- Supercars International
- Test Drive 4
- TNN Motor Sports Hardcore 4x4
- Tokyo Highway Battle
- Track Attack
- Twisted Metal 2
- Wave Race 64
- Wipeout 2097
- World Rally Fever: Born on the Road

## 1997
- A2 Racer
- ABC Sports Indy Racing
- Accelerator
- AeroGauge
- Ahlgrens Bilspelet
- Auto Destruct
- Automobili Lamborghini
- Ayrton Senna Kart Duel 2
- Bilspel
- Blast Corps
- Bravo Air Race
- BugRiders: The Race of Kings
- Car and Driver Presents Grand Tour Racing '98
- Carmageddon
- Carmageddon Splat Pack
- CART Precision Racing
- CART Racing
- CART World Series
- Cruis'n World
- Daytona USA: Circuit Edition
- Diddy Kong Racing
- D.O.G. Fight for your Live
- Eat My Dust
- Explosive Racing
- Extreme-G
- F1 Pole Position 64
- F1 Racing Simulation
- Fatal Fumes
- Formula Karts
- Formula One 97
- Formula 1 Championship Edition
- Fun Tracks
- Future Racer
- Flyin' High Data Disks
- Flyin' High
- GT Racing 97
- Gran Turismo
- Have a N.I.C.E. day! Track Pack
- Ignition
- Indy 500
- Interstate '76
- International Rally Championship
- Jet Moto 2
- Lego Island
- Mag-Racer
- Manx TT SuperBike
- Mario Kart 64
- MaxRacer
- Monster Trucks
- Moto Extreme
- Moto Racer
- Multi-Racing Championship
- NASCAR 98
- NASCAR 98 (Collector's Edition)
- NASCAR Grand National Series Expansion Pack
- Need for Speed II
- Need for Speed II (Special Edition)
- Need for Speed: V-Rally
- No Respect
- Off Road Challenge
- Peak Performance
- Plane Crazy
- POD
- POD: Back to Hell
- POD Gold
- Pod: Planet of Death
- Porsche Challenge
- Power F1
- Rally Cross
- Rally Challenge
- Rally Championship: The X-Miles add-on
- Rapid Racer
- Ray Tracers
- Rockman Battle and Chase
- Running High
- Rush Hour
- S40 Racing
- San Francisco Rush: Extreme Racing
- Screamer Rally
- Sega Touring Car Championship
- Side by Side Special
- SODA Off-Road Racing
- Snowboard Kids
- Sonic R
- Speedboat Attack
- Speed Demons
- Speedster (jeu vidéo)
- Streets of SimCity
- Super Duelling Minivans
- Test Drive 4
- Test Drive Off-Road
- Thunder Offshore
- Thunder Truck Rally
- TOCA Touring Car Championship
- Top Gear Rally
- Touring Car Champions
- Turbo Prop Racing
- Ultimate Race Pro
- VMX Racing
- We All Need Extra Speed
- Wheels on Fire
- Wild Ride: Surf Shack
- World Wide Rally
- World Tour Racing
- XCar: Experimental Racing

## 1998
- A2 Racer II
- Autobahn Raser
- ADVAN Racing
- Batman & Robin
- Bomberman Fantasy Race
- Buggy
- Burnout Championship Drag Racing
- Carmageddon 2: Carpocalypse Now
- Carmageddon Max Pack
- Castrol Honda Superbike World Champions
- Circuit Breakers
- Colin McRae Rally
- Crime Killer
- Dethkarz
- Daytona USA 2
- Daytona USA: C.C.E. Net Link Edition
- Dead In The Water
- Dodgem Arena
- Driver's Education '98
- Evel Knievel Interactive Stunt Game
- Excessive Speed
- Extreme 500
- Extreme Canoeing
- Extreme-G 2
- Formula 1 98
- Powerslide
- Flyin' High Data Disk 2
- Prost Grand Prix 1998
- F-1 World Grand Prix
- F-Zero X
- GLTron
- Grand Prix Legends
- GT 64: Championship Edition
- Grand Touring
- Hard Truck: Road to Victory
- Hot Wheels: Stunt Track Driver
- Hyperdrive
- Iggy's Reckin' Balls
- Inline Race
- Inanimate Racer
- Interstate '76: Nitro Pack
- Interstate '76: Nitro Riders
- Jeremy McGrath Supercross 98
- Johnny Herbert's Grand Prix Championship 1998
- Max Power Racing
- Micro Machines V3
- Monaco Grand Prix: Racing Simulation 2
- Monster Truck Madness 2
- Motocross Madness
- Moto Racer 2
- Motorhead
- NASCAR 99
- Need for Speed III : Poursuite infernale
- Newman Haas Racing (jeu vidéo)
- NHRA Drag Racing
- Off Road Challenge
- Outlaw Racers
- Penny Racers
- Powerslide
- Psybadek
- R4: Ridge Racer Type 4
- Radikal Bikers
- Rally Cross 2
- Redline Racer
- Road Rash 3-D
- Rogue Trip: Vacation 2012
- Running Wild
- Rush 2: Extreme Racing USA
- San Francisco Rush: Extreme Racing
- S.C.A.R.S. (jeu vidéo)
- Sega Rally 2
- Speed Busters: American Highways
- Speed Power Gunbike
- Streak Hoverboard Racing
- Suzuki Alstare Challenge
- Ultim@te Race Pro
- Test Drive 4X4
- Test Drive 5
- TOCA 2 Touring Cars
- Top Gear Overdrive
- Track Pack 98
- Twisted Metal III
- Vigilante 8
- V-Rally
- Viper Racing
- VR Sports PowerBoat Racing
- Wipeout 64
- Wreckin Crew

## 1999
- 18 Wheeler: American Pro Trucker
- 3D Driver
- 3-D Ultra Radio Control Racers
- 3Xtreme
- 4x4 World Trophy
- Air Race Championship
- AMA Superbike
- Bakusō Dekotora Densetsu for WonderSwan
- Battle Gear
- Beetle Adventure Racing
- Boss Rally
- Buggy Heat
- California Speed
- CART: Flag to Flag
- Castrol Honda Superbike 2000
- Championship Motocross Featuring Ricky Carmichael
- Chase H.Q.: Secret Police
- Chocobo Racing
- Choro Q 64 2: Hachamecha Grand Prix Race
- Crash Team Racing
- Crazy Taxi
- Cruis'n Exotica
- Demolition Racer
- Destruction Derby 64
- Dethkarz
- Driver
- Dirt Track Racing
- Edgar Torronteras' eXtreme Biker
- Excessive Speed
- Extreme Mountain Biking
- F1 World Grand Prix
- F355 Challenge
- Ford Racing
- Formula Nippon '99
- Formula One 99
- Halloween Racer
- Harley-Davidson: Race Across America
- Hot Wheels: Crash!
- Hot Wheels Turbo Racing
- Hydro Thunder
- Jeff Gordon XS Racing
- Jetboat Superchamps
- Jet Moto 3
- Gallop Racer
- GP 500
- Grand Prix World
- Gran Turismo 2
- Jeff Gordon Xs Racing
- Killer Loop
- Lego Racers
- Mickey's Racing Adventure
- Micro Machines 64 Turbo
- Midnight Racing
- Midtown Madness (jeu vidéo)
- Millennium Racer: Y2K Fighters
- Mobil 1 Rally Championship (ou Rally Championship 2000)
- Monster Truck Madness 64
- Motocross Maniacs 2
- MTV Sports: Snowboarding
- NASCAR Craftsman Truck Series Racing
- NASCAR Racing - 1999 Edition
- NASCAR 2000
- NASCAR Legends
- NASCAR Racing 3
- NASCAR Revolution
- NASCAR Revolution SE
- NASCAR Road Racing
- Need for Speed : Conduite en état de liberté
- N.I.C.E. 2: Tune-Up
- NIRA: Intense Import Drag Racing
- No Fear Downhill Mountain Bike Racing
- Official Formula One Racing
- R4: Ridge Racer Type 4
- Racing
- Racing Lagoon
- Radikal Bikers
- Re-Volt
- Road Rash 64
- Roadsters
- Rollcage
- San Francisco Rush 2049
- Sega Rally 2 Championship
- Silkolene Honda Motocross GP
- Sled Storm
- Snowmobile Championship 2000
- Snowboard Kids Plus
- Snowboard Kids 2
- South Park Rally
- Speed Demons
- Speed Devils
- Speed Freaks
- Spirit of Speed 1937
- Sports Car GT
- Star Wars: Anakin's Speedway
- Star Wars Episode 1: Racer
- Superbike World Championship
- Supercross 2000
- Supercross Circuit
- Suzuki Alstare Extreme Racing
- Swedish Touring Car Championship
- Tank Racer
- Test Drive 6
- Shérif, fais-moi peur (The Dukes of Hazzard)
- Thrust Twist + Turn
- TNN Motorsports Hardcore Heat
- Tokyo Xtreme Racer
- Top Gear Pocket
- Top Gear Rally 2
- Toy Commander
- Toyland Racing
- TrickStyle
- Twisted Metal 4
- Vigilante 8
- Vigilante 8: 2nd Offense
- V-Rally 2
- V-Rally Edition 99
- Wipeout 3
- World Driver Championship

## 2000
- 007 Racing
- 24 Heures du Mans
- 4x4 Evolution
- 4 Wheel Thunder
- A2 Racer III: Europa Tour
- Action Man: Operation Extreme
- Arthur! Ready to Race
- Aqua GT
- ATV: Quad Power Racing
- Beetle Crazy Cup
- Carmageddon 3: TDR 2000
- Cruis'n Exotica
- Colin McRae Rally 2.0
- Daytona USA 2001
- Demolition Racer
- Destruction Derby Raw
- Dirt Track Racing: Australia
- Dirt Track Racing: Sprint Cars
- Driver 2
- Driving Emotion Type-S
- Eighteen Wheeler: American Pro Trucker
- Em@il Games: NASCAR
- Excitebike 64
- F1 2000
- F1 Championship Season 2000
- F1 Manager
- F1 Racing Championship
- F1 World Grand Prix II
- F355 Challenge
- Final Lap 2000
- Formula One 2000
- Freeride Thrash
- Freestyle Motocross: McGrath vs Pastrana
- Grand Prix 3
- Grand Theft Auto: London (Special Edition)
- Harley-Davidson: Wheels of Freedom
- Hot Wheels: Slot Car Racing
- Hot Wheels: Stunt Track Driver 2: GET 'N DIRTY
- Hot Wheels: Stunt Track Driver
- IHRA Motorsports Drag Racing
- Indy Racing 2000
- Jeremy McGrath Supercross 2000
- Kawasaki ATV PowerSports
- Kawasaki Jet Ski Watercraft
- Les Fous du volant (jeu vidéo)
- Looney Tunes Racing
- Mercedes-Benz Truck Racing
- Metropolis Street Racer
- Michelin Rally Masters: Race of Champions
- Mickey's Speedway USA
- Micro Maniacs
- Midnight Club: Street Racing
- Midtown Madness 2
- Mille Miglia
- Moon-Buggy
- Motocross Madness 2
- Motocross Mania
- MotoGP
- Moto Racer World Tour
- MTV Sports: Pure Ride
- Muppet RaceMania
- NASCAR 2001
- NASCAR Acceleration Pack
- NASCAR Heat
- NASCAR Racers
- NASCAR Racing 3 Craftsman Truck Series Expansion Pack
- NASCAR Rumble
- Need for Speed: Porsche 2000
- NHRA Drag Racing 2
- N.I.C.E. 2: King Size
- Nicktoons Racing
- Offroad Thunder
- Paris-Marseille Racing
- POD SpeedZone
- Polaris SnoCross
- Pro Rally 2001
- Rally Challenge 2000
- RC de GO!
- RC Racers II
- RC Revenge
- RC Revenge Pro
- Renegade Racers
- Ridge Racer V
- Ridge Racer 64
- Road Rash: Jailbreak
- Roadsters
- Rollcage Stage II
- San Francisco Rush 2049
- Screamer 4x4
- Sega GT
- Smuggler's Run
- Sno-Cross Championship Racing
- South Park Rally
- Space Haste
- Space Race
- Stunt Racer 64
- Superbike 2000
- Superbike 2001
- Supercross
- Supercross Freestyle
- Supercross Kings
- Super 1 Karting Simulation
- Super Taxi Driver
- Swamp Buggy Racing
- Swedish Touring Car Championship 2
- Test Drive 2001
- The Dukes of Hazzard II: Daisy Dukes It Out
- The Flintstones: Bedrock Bowling
- TOCA World Touring Cars
- Total Adrenaline 3D Drag Racing
- Top Gear: Dare Devil
- Top Gear Hyper Bike
- Toy Racer
- Turbo Schtroumpf
- Tux Racer
- Tyco R/C: Assault with a Battery
- Urlaubs Raser
- Vanishing Point
- Walt Disney World Quest Magical Racing Tour
- Warm Up!
- Wild Wild Racing
- Woody Woodpecker Racing
- Xtreme Sports

## 2001
- 4x4 Evo 2
- A2 Racer IV: The Cop's Revenge
- Arctic Thunder
- Asterix Mega Madness
- Antz Racing
- Ballistics
- Batman: Gotham City Racer
- Bumper Wars
- Cabela's 4x4 Off-Road Adventure
- Carmageddon 3: TDR 2000 - The Nosebleed Pack
- Carrera Grand Prix
- Cel Damage
- Championship Motocross 2001 Featuring Ricky Carmichael
- Crazy Taxi 2
- Cruis'n Velocity
- Cycling Manager
- Des Blood Racing
- Digital Road
- Disney/Pixar Toy Story Racer
- eRacer
- Extreme-G 3
- Europe Racing
- F1 World Grand Prix 2000
- F-Zero: Maximum Velocity
- Grand Prix 3 Season 2000
- Gran Turismo 3
- GT Advance Championship Racing
- Konami Krazy Racers
- Lego Racers 2
- LEGO Stunt Rally
- Leadfoot: Stadium Off-Road Racing
- Lotus Challenge
- Jetboat Superchamps 2
- Matchbox: Emergency Patrol
- Mario Kart: Super Circuit
- Mickey's Speedway USA
- Monster Racer
- Motor City Online
- Moto Racer 3
- MX 2002 featuring Ricky Carmichael
- MXrider
- NASCAR Heat 2002
- NASCAR Racing 4
- NASCAR Thunder 2002
- New York Race
- NHRA Drag Racing Main Event
- Off-Road Redneck Racing
- Open Kart
- Paris-Dakar Rally
- Project Gotham Racing
- Racing Mania 2
- Rally Championship 2002 ou (Rally Championship Xtreme)
- Road Wars
- Rumble Racing
- Sea-Doo Hydrocross
- Ski-Doo X-Team Racing
- Smurf Racer
- Smuggler's Run 2
- Star Wars: Super Bombad Racing
- Stunt GP
- Supercar Street Challenge
- Surf Rocket Racers
- Taxi Racer
- The Italian Job (jeu vidéo, 2001)
- ToonCar
- Top Gear GT Championship
- Tonka Monster Trucks
- Toy Story Racer
- Wave Race: Blue Storm
- WRC: World Rally Championship
- XG3: Extreme-G Racing

## 2002
- Ballistics
- Burnout 2: Point of Impact
- Circus Maximus: Chariot Wars
- Grand Prix 4
- Gran Turismo Concept
- Live for Speed
- Midnight Club II
- Need for Speed : Poursuite Infernale 2
- Paris-Marseille Racing II
- Quantum Redshift
- Rallisport Challenge
- Road Trip Adventure
- Sled Storm
- Stuntman
- The Simpsons: Road Rage
- TOCA Race Driver
- V-Rally 3
- Wipeout Fusion

## 2003
- 4x4 Evo 2
- 5 Star Racing
- Big Rigs: Over the Road Racing
- Crash Nitro Kart
- Crazy Taxi: Catch a Ride
- Crazy Taxi 3: High Roller
- Dakar 2
- F-Zero AX
- F-Zero: GP Legend
- F-Zero GX
- Gran Turismo 4 Prologue
- Grooverider: Slot Car Racing
- Kirby Air Ride
- Mario Kart: Double Dash!!
- Midtown Madness 3
- Need for Speed: Underground
- Out Run 2
- Paris-Marseille Racing: Édition Tour du Monde
- Project Gotham Racing 2
- Racing Evoluzione
- Sega GT Online
- Smuggler's Run: Warzones
- The Simpsons: Hit and Run
- TrackMania
- XGRA: Extreme-G Racing Association

## 2004
- Antigrav
- Asphalt: Urban GT
- Burnout 3: Takedown
- FlatOut
- F-Zero: Climax
- Gran Turismo 4
- Need for Speed: Underground 2
- Pokémon Dash
- Powerdrome
- Richard Burns Rally
- TrackMania Power Ups
- TOCA Race Driver 2: The Ultimate Racing Simulator
- World Racing

## 2005
- ATV Offroad Fury: Blazin' Trails
- Burnout Legends
- Burnout Revenge
- Cocoto Kart Racer
- Crash Tag Team Racing
- Dragon Booster (jeu vidéo)
- Euro Rally champion
- F1 Grand Prix
- Fired Up (jeu vidéo)
- Ford Racing 3
- Forza Motorsport
- GT Legends
- Juiced
- Jak X
- Mario Kart Arcade GP
- Mario Kart DS
- Midnight Club 3: DUB Edition
- Need for Speed: Most Wanted
- Paris-Marseille Racing : Destruction Madness
- Paris-Marseille Racing: Police Madness
- Project Gotham Racing 3
- Ridge Racer 6
- TrackMania Sunrise
- TrackMania Original
- TrackMania Sunrise Extreme
- Virtual Skipper 4
- Wipeout Pure

## 2006
- Cars : Quatre Roues (jeu vidéo)
- Crashday
- Crazy frog racer
- Cartoon Network Racing
- Dotstream
- Excite Truck
- FlatOut 2
- Formula One 06
- Formula One Championship Edition
- GT Pro Series
- GTR 2: FIA GT Racing Game
- Jacked : la Guerre des gangs
- Juiced: Eliminator
- Micro Machines V4
- Midnight Club 3: Dub Edition Remix
- MotorStorm
- Need for Speed Carbon
- Out Run 2006: Coast 2 Coast
- Ridge Racer 7
- Shrek Smash n' Crash Racing
- Sonic Riders
- Sonic Rivals
- Super Taxi Driver 2006
- SuperTuxKart
- TOCA Race Driver 3
- Tourist Trophy: The Real Riding Simulator
- TrackMania Nations ESWC
- TrackMania United

## 2007
- Burnout Dominator
- Baja Mania
- BMW M3 Challenge
- Chase HQ 2
- Chokosoku Card Racer
- Colin McRae: Dirt
- Drift City
- Driver 76
- Ferrari Challenge: Trofeo Pirelli
- FlatOut: Ultimate Carnage
- Forza Motorsport 2
- Gran Turismo 5 Prologue
- GripShift
- Juiced 2 HIN
- Mad Tracks
- Mario Kart Arcade GP 2
- MotoGP '07
- Need for Speed: ProStreet
- Project Gotham Racing 4
- Pursuit Force: Extreme Justice
- Race 07
- Race Driver: Create and Race
- Rfactor
- Sega Rally
- Sonic Rivals 2
- Stuntman: Ignition
- Test Drive Unlimited
- Wipeout Pulse

## 2008
- ATV Offroad Fury 4
- Baja: Edge of Control
- Burnout Paradise
- Exalight
- FlatOut: Head On
- Mario Kart Wii
- MotorStorm: Pacific Rift
- Midnight Club: Los Angeles
- MX vs. ATV : Extrême Limite
- NASCAR 09
- Need for Speed: Undercover
- Nitro Stunt Racing
- Pure
- Race Driver: GRID
- Sonic Rider, le jeu vidéo
- TrackMania DS
- TrackMania Nations Forever
- TrackMania United Forever
- Wipeout HD
- World Championship Off Road Racing

## 2009
- Asphalt 5
- Cars: Race-O-Rama
- Colin McRae: Dirt 2
- F1 2009
- Forza Motorsport 3
- Fuel
- Gran Turismo (PlayStation Portable)
- Race Pro
- SBK 09 Superbike World Championship
- SuperCar Challenge
- Superstars V8 Racing
- MotorStorm: Arctic Edge
- MySims Racing
- Need for Speed: Nitro
- Need for Speed: Shift

## 2010
- Blur
- Death Track: Resurrection
- F1 2010
- Hydro Thunder Hurricane
- ModNation Racers
- MX vs. ATV Reflex
- Nail'd
- Need for Speed: Hot Pursuit
- Need for Speed: World
- SBK X: Superbike World Championship
- Scrap Metal
- Sonic Free Riders
- Sonic and Sega All-Stars Racing
- Split/Second
- TrackMania
- TrackMania Turbo
- Gran Turismo 5
- Asphalt 6: Adrenaline

## 2011
- Asphalt 3D
- Asphalt: Injection
- Cars 2
- Dirt 3
- F1 2011
- Fast Racing League
- Forza Motorsport 4
- Mario Kart 7
- MotorStorm: Apocalypse
- MX vs. ATV Alive
- Nail'd
- Need for Speed: The Run
- Ridge Racer (PS Vita)
- Ridge Racer 3D
- Shift 2: Unleashed
- SpeedRunners
- Test Drive Unlimited 2
- TrackMania2: Canyon
- WRC 2: FIA World Rally Championship

## 2012
- Dirt: Showdown
- Gran Turismo 5 Academy Edition
- F1 2012
- F1 Race Stars
- Forza Horizon
- LittleBigPlanet Karting
- Test Drive: Ferrari Racing Legends
- ModNation Racers: Road Trip
- Need for Speed: Most Wanted (jeu vidéo, 2012)
- Wipeout 2048
- WRC 3: FIA World Rally Championship

## 2013
- F1 2013
- Fast & Furious: Showdown
- Forza Motorsport 5
- Gran Turismo 6
- GRID 2
- Need for Speed: Rivals
- Real Racing 3
- Rfactor 2
- Race Room Racing Experience
- TrackMania2: Stadium
- TrackMania2: Valley
- Sonic and All-Stars Racing Transformed

## 2014
- Assetto Corsa
- DriveClub
- F1 2014
- Forza Horizon 2
- GRID Autosport
- Mario Kart 8
- MotoGP 14
- MXGP The Official Motocross Videogame
- The Crew

## 2015
- BeamNG.drive
- F1 2015
- Fast Racing Neo
- Forza Motorsport 6
- Need for Speed
- Project CARS
- Ride
- Sebastien Loeb Rally EVO
- WRC 5: FIA World Rally Championship

## 2016
- Automobilista
- Assetto Corsa (PS4 et Xbox One)
- Carmageddon Max Damage
- DiRT Rally
- Ducati: 90th Anniversary
- F1 2016
- Forza Horizon 3
- MXGP2 The Official Motocross Videogame
- Redout
- Ride 2
- Speed Runners
- TrackMania Turbo
- Valentino Rossi: The Game
- WRC 6

## 2017
- Cars 3 : Course vers la victoire
- Dirt 4
- F1 2017
- Fast RMX
- FlatOut 4: Total Insanity
- Forza Motorsport 7
- Gear.Club Unlimited
- Gran Turismo Sport
- Mario Kart 8 Deluxe
- Micro Machines World Series
- MotoGP 17
- Moto Racer 4
- MXGP3 The Official Motocross Videogame
- Mud Runner
- Need for Speed: Payback
- Project CARS 2
- Redout: Lightspeed Edition (PS4, Xbox One, Nintendo Switch)
- WipEout: Omega Collection
- WRC 7

## 2018
- Burnout Paradise Remastered
- Dakar 18
- F1 2018
- Forza Horizon 4
- Gear.Club Unlimited 2
- Gravel
- GRIP: Combat Racing
- Monster Energy Supercross
- MotoGP 18
- MXGP Pro
- MX vs ATV: All Out
- NASCAR Heat 3
- Nickelodeon Kart Racers
- Onrush
- Ride 3
- TT Isle of Man: Ride on the Edge
- The Crew 2
- V-Rally 4
- Wreckfest
- V-racer Hoverbike
- Sprint vector

## 2019
- Asseto Corsa Competizione
- Crash Team Racing: Nitro-Fueled
- Dangerous Driving
- Descenders (en)
- DiRT Rally 2.0
- Drift19
- F1 2019
- Forza Street
- Garfield kart Furious Racing!
- The Grand Tour Game (en)
- Grid
- Mario Kart Tour
- Monster Energy Supercross 2
- Monster Jam Steel Titans
- MotoGP 19
- NASCAR Heat 4 (en)
- Need for Speed Heat
- Road Redemption
- Team Sonic Racing
- Touring Karts
- Trials Rising
- WRC 8
- Xenon Racer

## 2020
- Automobilista 2
- Circuit Superstars
- DiRT 5
- Drift Of The Hill
- F1 2020
- Hotshot Racing
- Kandagawa Jet Girls (en)
- Mario Kart Live: Home Circuit
- Monster Energy Supercross 3
- MotoGP 20
- NASCAR Heat 5
- Nickelodeon Kart Racers 2: Grand Prix
- Project CARS 3
- Ride 4
- SnowRunner
- Tony Stewart's Sprint Car Racing (en)
- WRC 9

## 2021
- Dash Dash World
- Drift 21
- Forza Horizon 5
- F1 2021
- Hot Wheels Unleashed
- Monster Energy Supercross 4
- MotoGP 21
- WRC 10

## 2022
- F1 22
- Gran Turismo 7
- Grid Legends
- KartKraft
- Monster Energy Supercross 5
- MotoGP 22
- Trail Out

## 2023
- Forza Motorsport (2023)
- F1 23
- Hot Wheels Unleashed 2: Turbocharged
- KartRider: Drift
- Lego 2K Drive
- Monster Energy Supercross 6
- MotoGP 23
- Rennsport
- The Crew Motorfest
- WEC
- EA Sports WRC

## 2024
- Asphalt Legends Unite
- Assetto Corsa Evo
- F1 24
- Horizon Chase 2
- Le Mans Ultimate
- MotoGP 24
- Stampede Racing Royale
- Test Drive Unlimited Solar Crown
- Trail Out

## 2025
- F1 25
- Mario Kart World
- Sonic Racing: Crossworlds
- Tokyo Xtreme Racer